# Моховое
Моховое (на руски: Моховое) е село в Поворински район на Воронежка област на Русия.
Влиза в състава на селището от селски тип Самодуровское.

## География

### Улици
- ул. Полевая
- ул. Хлебная

## Население
| 2010 |
| ---- |
| 97   |